# Kohóvölgy
Kohóvölgy (románul: Strâmbu-Băiuț) falu Romániában, a Partiumban, Máramaros megyében.

## Fekvése
A Lápos-hegységben, Magyarlápostól északkeletre, a Lápos folyó mellett, Erzsébetbánya, Nemesbudafalva és Oláhlápos közt fekvő település.

## Története
Kohóvölgy, Horgospataka 1730 körül létesült, vasbányászat kapcsán, Láposbánya (Erzsébetbánya) mellett délre.
1835-ben Strimbulu, 1888-ban Horgospataka, (Sztrimbuly, Sztrimbu), 1913-ban Kohóvölgy néven írták.
A hagyomány a község keletkezését a 18. század harmincas éveire teszi. 1769-ben a kincstár kezelése alá került. Van ekkor vaskohója. A tőle 4 kilométer távolságban fekvő Oláhláposbányával egy időben keletkezhetett. 1775-ben mindkét helység Lápos-Debrekkel együtt fizette adóját.
1830-ban a nagybányai igazgatósághoz tartozó puszta, bányahelység.
1847-ben a vastermelést innen Rojahidjára (Podoruj) tették át, és ezután az oláh-láposbányai termékek egy részét is az itteni kohóban dolgozták fel.
Vaskohóját 1849 és 1850-ben az oláh-láposbányai kohászat előkészített középtermények feldolgozására s ólom leüzésére alakították át.
1849. április 18-án szentelték fel Kossuth-kohóját a független Magyarország szolgálatára és ugyanakkor adták át a közhasználatnak most is meglevő nagy gabonaraktárát.
1849-ben e kohóhoz gyűjtötték össze a vidék összes harangjait s öntöttek belőlük ágyukat a szabadságharc számára.
1878-ban, miután az oláh-láposbányai kohászatot beszüntették, azt is ide helyezték át.
A királyi bányakincstár épületei:
- emeletes nagy kohó, kapcsolatban vízerőre berendezett fúvóval, pörkölőházzal, kovácsműhellyel.
- agyagzúzó
- szénpajta,
- kémlőház
- asztalos műhely
- kohómérnöki s kezelői lak
- arany-, ezüst-, réz- és ólomtisztító

mellékterményei:
- földzék
- mázanyag

Tisztek száma 4, állandó munkásoké 49, kik 12 órás műszakra voltak beosztva 36–78 krajcár napszámmal.
Kohóvölgy magyar és román lakosai kohó- és erdőmunkások voltak.
1822-ben mind bányászok lakták. Ünnepi öltözetük bányász-ruha. Házaikat s gazdasági épületeiket rakófából építették zsendelyfedél alá. Lakóházaikat szent képekkel, színes tányérokkal díszítették.
1848-ban a haza védelmére itt 107 főből álló nemzetőrség alakult egy százados, 2 fő-, 2 alhadnagy, 7 őrmester és 12 tizedes vezetése alatt és volt 16 darab vadászfegyverük. Mihalás lefegyverezte őket 1848 őszén.
1848. október 20-ától 1849. március végéig a felső-bányai önkéntes és a szathmári I. és II. század, az ugocsai, szabolcsi, nyíregyházi vadászcsapat védte itt a szabadság ügyét.
Imaházuk a római és görögkatolikus hitközséggel volt közös. A királyi kincstár e célra a kohóhivatal kőből épült egyik nagyobb termét engedte át, melyet 1818-ban a boldogságos szűz Mária tiszteletére szenteltek fel. Egyik harangja is ez időből való.
A nagyobbik harang felirata két egymást keresztező bányász-jelvény után: Áldassék az urnak szent neve. Öntetett Rojahidán 1888.
A kisebbik felirata: A menybe felvétetett Boldogságos Szűz Mária tiszteletére újra öntetett és nagyíttatott a Strimbuly Buzgo Evangélikus református egyháza 1889-ben.
1910-ben 577 lakosából 366 magyar, 211 román volt. Ebből 351 római katolikus, 205 görögkatolikus, 8 református és 8 izraelita volt.
A trianoni békeszerződés előtt Szolnok-Doboka vármegye Magyarláposi járásához tartozott.
A 2002-es népszámláláskor 705 lakosa közül 432 fő (61,3%) román, 270 (38,3%) magyar, 1 (0,1%) német, 1 (0,1%) cigány, 1 (0,1%) ukrán volt.